# ألفونسو الخامس ملك أراغون
ألفونسو العظيم (1396 - 27 يونيو 1458) كان ملك أراغون (باسم ألفونسو الخامس) وفالنسيا (باسم ألفونسو الثالث) ومايوركا وسردينيا وكورسيكا (باسم ألفونسو الثاني) وصقلية وكونت برشلونة (باسم ألفونسو الرابع) من 1416 وملك نابولي (باسم ألفونسو الأول) من 1442 حتى وفاته. كان أحد أبرز شخصيات بدايات عصر النهضة وفارساً من نظام فرسان التنين.